# 34620 Edwinbodoni
34620 Edwinbodoni este o planetă minoră (asteroid), cu un diametru de 3,914 km, din centura de asteroizi. A fost descoperită pe 24 octombrie 2000 la Experimental Test Site⁠(d) de Lincoln Near-Earth Asteroid Research. 
Obiectul prezintă o orbită caracterizată de o semiaxă mare de 2,755321 UAi, o excentricitate de 0,16, o înclinație de 6,29495 ° în raport cu ecliptica.